# Wendy Vuik
Wendy Vuik (Rotterdam, 25 november 1988) is een voormalige Nederlands schansspringster. Ze is samen met Lara Thomae de eerste vrouwelijke springer uit de lage landen die het hoogste niveau (de Continental Cup) bij de vrouwen bereikte.

## Biografie
Na enkele jaren voetbal bij VV Groeneweg en VV Nieuwerkerk begon ze op haar zestiende met schansspringen. Ze begon op de tienmeterschans in het Ski & Skate centrum Bergschenhoek. Vuik traint samen met het Oostenrijkse vrouwenteam.

## Prestaties
Vuik debuteerde in de Continental Cup op 14 februari 2007 in het Duitse Baiersbronn met een 41e plaats. Een maand later eindigde ze op de 31e plaats op het WK voor junioren in Tarvisio, Italië. Een jaar later werd ze op het volgende WK voor junioren, in het Poolse Zakopane, 24e.
In februari 2009 was ze actief op het eerste WK voor vrouwen. Met sprongen van 69,5 en 65,5 meter haalde ze in het Tsjechische Liberec de 23e plaats. Twee jaar later, op het WK in Oslo herhaalde ze die prestatie, dit keer met sprongen van 87,0 en 80,0 meter.
Haar beste resultaat in de Continental Cup, destijds het hoogste niveau bij de vrouwen, behaalde ze in het Oostenrijkse Ramsau waar ze op 20 februari 2011 elfde werd.
Op 3 december 2011 nam ze deel aan de allereerste wereldbekerwedstrijd voor vrouwen. Ze werd 32e. In de derde wereldbekerwedstrijd van het seizoen werd ze 14e, haar beste wereldbekerresultaat ooit. Ze wilde zich plaatsen voor de Olympische Winterspelen 2014 in Sotsji waar het onderdeel voor het eerst open is gesteld voor vrouwen, maar slaagde daar niet in. Na afloop van het seizoen 2013-2014 beëindigde Vuik haar carrière.

## Resultaten

### Wereldkampioenschappen
| Jaar | Plaats   | Resultaten |
| ---- | -------- | ---------- |
| 2009 | Liberec  | 23e HS100  |
| 2011 | Oslo     | 23e HS106  |
| 2013 | Predazzo | 27e HS106  |

### Wereldbeker

#### Eindklasseringen
| Seizoen   | Algm |
| --------- | ---- |
| 2011/2012 | 35e  |
| 2012/2013 | 28e  |